# The Big Bus
The Big Bus (bra: As Incríveis Peripécias do Ônibus Atômico /prt: Sarilhos Sobre Rodas) é um filme estadunidense do gênero comédia, lançado em 1976, dirigido por James Frawley e escrito por Fred Freeman e Lawrence J. Cohen.

## Sinopse
Um professor e uma assistente constroem o primeiro ônibus do mundo a ser movido inteiramente com energia nuclear. Os dois, embora apostem no sucesso, sofrem com a oposição que enfrentam por representarem interesses contrários. E tudo isso se complica quando uma bomba atômica é encontrada no ônibus, causando tumultos desgastantes na primeira viagem.

## Elenco
- Joseph Bologna (Dan Torrance)
- Stockard Channing (Kitty Baxter)
- René Auberjonois (Father Kudos)
- John Beck (Shoulders)
- Ned Beatty (Shorty Scotty)